# トニー・ダン
トニー・ダン（Anthony Peter Dunne、1941年7月24日 - 2020年6月8日）は、アイルランド・ダブリン出身の元サッカー選手で元指導者。現役時代のポジションはDF。

## 経歴
1960年から1973年までマンチェスター・ユナイテッドでプレー、通算535試合に出場、この間に2度のリーグ優勝、UEFAチャンピオンズカップ初優勝などに貢献した。

## タイトル

### クラブ
マンチェスター・ユナイテッド
- UEFAチャンピオンズカップ : 1967-68
- フットボールリーグファーストディヴィジョン : 1964–65, 1966–67
- FAカップ : 1962-63